# Tel Aviv Open
Tel Aviv Open – męski turniej tenisowy kategorii ATP Tour 250 zaliczany do cyklu ATP Tour, rozgrywany na kortach twardych w hali w izraelskim Tel Awiwie w latach 1978–1981, 1983–1996 i ponownie w 2022 roku.

## Mecze finałowe

### Gra pojedyncza mężczyzn
| Rok       | Zwycięzca                  | Finalista                  | Wynik                      |
| 2022      | Novak Đoković              | Marin Čilić                | 6:3, 6:4                   |
| 1997–2021 | Turniej nie był rozgrywany | Turniej nie był rozgrywany | Turniej nie był rozgrywany |
| 1996      | Javier Sánchez             | Marcos Ondruska            | 6:4, 7:5                   |
| 1995      | Ján Krošlák                | Javier Sánchez             | 6:3, 6:4                   |
| 1994      | Wayne Ferreira             | Amos Mansdorf              | 7:6(4), 6:3                |
| 1993      | Stefano Pescosolido        | Amos Mansdorf              | 7:6(5), 7:5                |
| 1992      | Jeff Tarango               | Stéphane Simian            | 4:6, 6:3, 6:4              |
| 1991      | Leonardo Lavalle           | Christo Van Rensburg       | 6:2, 3:6, 6:3              |
| 1990      | Andriej Czesnokow          | Amos Mansdorf              | 6:4, 6:3                   |
| 1989      | Jimmy Connors              | Gilad Blum                 | 2:6, 6:2, 6:1              |
| 1988      | Brad Gilbert               | Aaron Krickstein           | 4:6, 7:6, 6:2              |
| 1987      | Amos Mansdorf              | Brad Gilbert               | 3:6, 6:3, 6:4              |
| 1986      | Brad Gilbert               | Aaron Krickstein           | 7:5, 6:2                   |
| 1985      | Brad Gilbert               | Amos Mansdorf              | 6:3, 6:2                   |
| 1984      | Aaron Krickstein           | Szachar Perkiss            | 6:4, 6:1                   |
| 1983      | Aaron Krickstein           | Christoph Zipf             | 7:6, 6:3                   |
| 1982      | Turniej nie był rozgrywany | Turniej nie był rozgrywany | Turniej nie był rozgrywany |
| 1981      | Mel Purcell                | Per Hjertquist             | 6:1, 6:1                   |
| 1980      | Harold Solomon             | Shlomo Glickstein          | 6:2, 6:3                   |
| 1979      | Tom Okker                  | Per Hjertquist             | 6:4, 6:3                   |
| 1978      | Tom Okker                  | Peter Feigl                | 6:7, 6:4, 6:2              |

### Gra podwójna mężczyzn
| Rok       | Zwycięzcy                         | Finaliści                           | Wynik                      |
| 2022      | Rohan Bopanna Matwé Middelkoop    | Santiago González Andrés Molteni    | 6:2, 6:4                   |
| 1997–2021 | Turniej nie był rozgrywany        | Turniej nie był rozgrywany          | Turniej nie był rozgrywany |
| 1996      | Marcos Ondruska Grant Stafford    | Noam Behr Eyal Erlich               | 6:3, 6:2                   |
| 1995      | Jim Grabb Jared Palmer            | Kent Kinnear David Wheaton          | 6:4, 7:5                   |
| 1994      | Lan Bale John-Laffnie de Jager    | Jan Apell Jonas Björkman            | 6:7, 6:2, 7:6              |
| 1993      | Sergio Casal Emilio Sánchez       | Mike Bauer David Rikl               | 6:4, 6:4                   |
| 1992      | Mike Bauer João Cunha e Silva     | Mark Koevermans Tobias Svantesson   | 6:3, 6:4                   |
| 1991      | David Rikl Michiel Schapers       | Javier Frana Leonardo Lavalle       | 6:2, 6:7, 6:3              |
| 1990      | Nduka Odizor Christo Van Rensburg | Ronnie Båthman Rikard Bergh         | 6:3, 6:4                   |
| 1989      | Jeremy Bates Patrick Baur         | Rikard Bergh Per Henricsson         | 6:1, 4:6, 6:1              |
| 1988      | Roger Smith Paul Wekesa           | Patrick Baur Alexander Mronz        | 6:3, 6:3                   |
| 1987      | Gilad Blum Szachar Perkiss        | Wolfgang Popp Huub van Boeckel      | 6:2, 6:4                   |
| 1986      | John Letts Peter Lundgren         | Christo Steyn Danie Visser          | 6:3, 3:6, 6:3              |
| 1985      | Brad Gilbert Ilie Năstase         | Michael Robertson Florin Segărceanu | 6:3, 6:2                   |
| 1984      | Peter Doohan Brian Levine         | Colin Dowdeswell Jakob Hlasek       | 6:3, 6:4                   |
| 1983      | Colin Dowdeswell Zoltán Kuhárszky | Peter Elter Peter Feigl             | 6:4, 7:5                   |
| 1982      | Turniej nie był rozgrywany        | Turniej nie był rozgrywany          | Turniej nie był rozgrywany |
| 1981      | Steve Meister Van Winitsky        | John Feaver Steve Krulevitz         | 3:6, 6:3, 6:3              |
| 1980      | Per Hjertquist Steve Krulevitz    | Eric Fromm Cary Leeds               | 7:6, 6:3                   |
| 1979      | Ilie Năstase Tom Okker            | Mike Cahill Colin Dibley            | 7:5, 6:4                   |
| 1979      | Peter Feigl Eric Friedler         | Mike Fishbach Tom Okker             | 6:3, 6:7, 6:3              |